# Jan-Phillip Bombek
Jan-Phillip Bombek (* 1. Dezember 1996 in Hamburg) ist ein deutsch-österreichischer American-Football-Spieler auf der Position des Outside Linebackers und Defensive Ends für die Vienna Vikings in der European League of Football (ELF). Er spielte College-Football für die Colorado State Rams. Seine Freshman- und Sophomore-Saisons absolvierte er zuvor am Junior College Feather River in Quincy.

## Werdegang

### Jugend
Bombek spielte in der Jugend Fußball. Sein Vater Peter, der aufgrund einiger beim American Football erlittener Verletzungen mehrfach operiert werden musste, stellte sich zunächst Bombeks Wunsch entgegen, selbst mit dem Football zu beginnen. So begann Bombek erst im Alter von 16 Jahren mit dem Football. Er spielte sowohl für die Hamburg Swans als auch für die Hamburg Young Huskies und wurde dabei meist als Linebacker, aber unter anderem auch als Quarterback eingesetzt. Darüber hinaus spielte Bombek für die österreichische Junioren-Nationalmannschaft, mit der er 2015 Europameister wurde.

“No one was willing to give me a chance, so I had to give myself a chance.”

„Niemand wollte mir eine Chance geben, also musste ich mir sie selbst geben.“

Im Frühjahr 2016 bemühte sich Bombek erfolglos um einen Platz an einem Division-I-College. Er erhielt zunächst kein Stipendium, weshalb er sein Studium und Aufenthalt in den Vereinigten Staaten selbst bezahlen musste. Der Kostenfaktor war nach eigenen Angaben auch der Grund, warum er sich für das Feather River Junior College im nordkalifornischen Quincy entschied. Bei den dortigen Golden Eagles bildete sich Bombek zum Defensive End um. Nach zwei Saisons am Junior College wurden schließlich einige Division-I-Colleges auf ihn aufmerksam. Als Zwei-Sterne-Football-Rekrut verpflichtete er sich im November 2017 für die Colorado State Rams. Am 31. August 2018 gab Bombek gegen die Colorado Buffaloes sein Debüt in der Division I FBS der National Collegiate Athletic Association (NCAA). Zwar verloren die Rams das Spiel deutlich, doch gelang Bombek mit vier Tackles und einem Forced Fumble ein beachtlicher Einstand. Wenige Wochen später erzielte er gegen die San José State Spartans zwei Sacks, was sein College-Bestwert in einem Spiel darstellte. In seiner zweiten und letzten Saison bei den Rams gelangen ihm insgesamt fünf Sacks. Zum Saisonende erlitt Bombek eine Knieverletzung, weshalb er angeschlagen zum Pro Day reiste.

### Herren
Im NFL Draft 2020 wurde Bombek von keinem Team ausgewählt. Nach eigenen Angaben nahmen die Los Angeles Rams nach dem Pro Day Kontakt zu Bombek auf, doch scheiterte die Vertragsunterzeichnung aufgrund des damals geltenden Visum-Stopps, der Teil eines Maßnahmenpakets der US-Administration gegen die Ausbreitung des Virus SARS-CoV-2 war. Zur historisch ersten Saison der European League of Football 2021 wurde er von den Hamburg Sea Devils unter Cheftrainer Ted Daisher verpflichtet. Entscheidend für diesen Schritt waren unter anderem seine Kontakte im Team: „Ich will mit Freunden spielen, auf einem auf europäischer Ebene vernünftigem Niveau.“ Am ersten Spieltag trug er als Outside Linebacker mit zwei Sacks gegen die Frankfurt Galaxy erheblich zum knappen Sieg bei. In den folgenden Wochen gehörte Bombek weiterhin zu den Tackles- und Sack-Leadern seines Teams sowie der gesamten Liga. Nach vier Spielen konnte er bereits 7,5 Sacks sowie 29 Tackles vorweisen. Nach der fünften Spielwoche ordnete Bombek in einem Interview mit ran.de das Niveau der ELF folgendermaßen ein: „Das Niveau in der NCAA Division I ist, freundlich gesagt, ein ganz anderer Schnack. Das lässt sich überhaupt nicht vergleichen. Ich glaube auch nicht, dass die ELF jemals dieses Niveau erreichen wird. Aber das sollte auch nicht die Ambition sein. College-Spieler aus der Division I spielen bereits ihr ganzes Leben Football. Seitdem sie sechs oder sieben Jahre alt sind, trainieren sie fünf Mal die Woche. In Deutschland fangen die Spieler später an und trainieren zwei Mal die Woche.“ Am achten Spieltag sprang ihm beim Rückspiel gegen die Frankfurt Galaxy die Kniescheibe heraus, woraufhin Bombek das Spiel vorzeitig beenden musste. Die Saison war für ihn beendet, trotzdem war er am Saisonende mit 11 Sacks in der ligaweiten Sackstatistik auf Platz 2. Ende September 2021 wurde Bombek zum NFL International Combine am 12. Oktober in London eingeladen. Obwohl er aufgrund seiner Knieverletzung noch angeschlagen war, nahm er am Combine teil. Vom Sportmagazin American Football International wurde Bombek zum Jahresende in das AFI’s All-Europe Team 2021 ernannt. Bombek wurde wieder ins österreichische Nationalteam berufen.
In der Saison 2022 spielte Bombek für die Leipzig Kings unter Headcoach Fred Armstrong. In zwölf Spielen kam er auf 14 Tackles und 5,5 Sacks. 
Zur Saison 2023 wechselte Bombek zurück zu den Hamburg Sea Devils. Er kam in zwölf Spielen auf 18 Tackles und 9,5 Sacks und wurde ins ELF Second All Star Team aufgenommen. Mit der Nationalmannschaft wurde Bombeck Europameister 2023.
Im Dezember 2023 gaben die Vienna Vikings die Verpflichtung von Bombek für die Saison 2024 bekannt.

## Sonstiges
In der von Björn Werner Co-produzierten Serie The American Football Dream aus dem Jahr 2019 war Bombek einer der dargestellten Talente. Seit seiner Rückkehr nach Deutschland 2020 ist Bombek neben seiner sportlichen Aktivität als Personalberater für IT-Spezialisten tätig.

## Statistiken
| Jahr                                                  | Team               | Spiele | Tackles | Tackles | Tackles | Tackles | Tackles | Interceptions | Interceptions | Interceptions | Interceptions | Interceptions | Fumbles | Fumbles |
| Jahr                                                  | Team               | Spiele | Total   | Solo    | Ast     | TFL     | Sack    | PD            | BrUp          | INT           | Yds           | TD            | FF      | FR      |
| ----------------------------------------------------- | ------------------ | ------ | ------- | ------- | ------- | ------- | ------- | ------------- | ------------- | ------------- | ------------- | ------------- | ------- | ------- |
| College-Football – NCAA Division I                    |                    |        |         |         |         |         |         |               |               |               |               |               |         |         |
| 2018                                                  | Colorado State     | 9      | 21      | 11      | 10      | 05,0    | 03,0    | —             | —             | —             | —             | —             | 1       | —       |
| 2019                                                  | Colorado State     | 9      | 25      | 11      | 14      | 06,0    | 05,0    | 1             | —             | —             | —             | —             | 1       | 1       |
| College Gesamt                                        | College Gesamt     | 18     | 46      | 22      | 24      | 11,0    | 08,0    | 1             | —             | —             | —             | —             | 2       | 1       |
| European League of Football                           |                    |        |         |         |         |         |         |               |               |               |               |               |         |         |
| 2021                                                  | Hamburg Sea Devils | 7      | 36      | 18      | 18      | 19,0    | 11,0    | —             | 1             | 0             | 0             | 0             | 0       | 0       |
| 2022                                                  | Leipzig Kings      | 12     | 14      | 9       | 5       | 6,5     | 5,5     | —             | 0             | 0             | 0             | 0             | 2       | 2       |
| 2023                                                  | Hamburg Sea Devils | 12     | 18      | 12      | 6       | 10,0    | 9,5     | —             | 1             | 0             | 0             | 0             | 0       | 0       |
| 2024                                                  | Vienna Vikings     | 11     | 15      | 9       | 6       | 6,5     | 2,5     | —             | 1             | 0             | 0             | 0             | 0       | 0       |
| ELF Gesamt                                            | ELF Gesamt         | 42     | 83      | 48      | 35      | 42,0    | 28,5    | —             | 3             | 0             | 0             | 0             | 2       | 2       |
| Quellen: sports-reference.com, sportsmetrics.football |                    |        |         |         |         |         |         |               |               |               |               |               |         |         |